# Bačvice (Chorwacja)
Bačvice – dzielnica Splitu, drugiego co do wielkości miasta Chorwacji. Zlokalizowana jest w południowej części miasta, ma 3 347 mieszkańców i 1,19 km² powierzchni.
Bačvice to również nazwa piaszczystej plaży, na której są organizowane mistrzostwa w rekreacyjnej grze piłkarskiej picigin.
Obszar dzielnicy Bačvice ograniczają:
- od północy – ulice Kralja Zvonimira i Poljička Cesta,
- od wschodu – ulice Brune Bušicia, Ivana plemenitog Zajca, Put Trstenika
- od południa i zachodu – Morze Adriatyckie.

Dzielnice sąsiadujące z Bačvicami:
- od północnego zachodu – Grad,
- od północy – Lučac-Manuš, Gripe, Blatine-Škrape,
- od wschodu – Trstenik.